# 陈基余
陈基余（1933年—），男，安徽含山人，中华人民共和国政治人物，曾任安徽省人民政府秘书长、参事室主任，安徽省人大常委会副主任。